# Fairfax (Oklahoma)
Fairfax és un poble dels Estats Units a l'estat d'Oklahoma. Segons el cens del 2000 tenia 1.555 habitants.

## Demografia
Segons el cens del 2000, Fairfax tenia 1.555 habitants, 657 habitatges, i 417 famílies. La densitat de població era de 750,5 habitants per km².
Dels 657 habitatges en un 30,3% hi vivien nens de menys de 18 anys, en un 43,4% hi vivien parelles casades, en un 15,8% dones solteres, i en un 36,4% no eren unitats familiars. En el 33,5% dels habitatges hi vivien persones soles el 17,8% de les quals corresponia a persones de 65 anys o més que vivien soles. El nombre mitjà de persones vivint en cada habitatge era de 2,31 i el nombre mitjà de persones que vivien en cada família era de 2,92.
Per edats la població es repartia de la següent manera: un 27,6% tenia menys de 18 anys, un 7% entre 18 i 24, un 22,6% entre 25 i 44, un 21% de 45 a 60 i un 21,8% 65 anys o més.
L'edat mediana era de 40 anys. Per cada 100 dones de 18 o més anys hi havia 78,2 homes.
La renda mediana per habitatge era de 21.652 $ i la renda mediana per família de 25.385 $. Els homes tenien una renda mediana de 26.518 $ mentre que les dones 21.250 $. La renda per capita de la població era de 12.765 $. Entorn del 23,9% de les famílies i el 28% de la població estaven per davall del llindar de pobresa.

## Poblacions més properes
El següent diagrama mostra les poblacions més properes.